# Динамо (стадіон, Кишинів)
Стадіон «Динамо» — багатоцільовий стадіон у Кишиневі, Республіка Молдова.

## Історія
Стадіон «Динамо» став першим післявоєнним спортивним об'єктом, збудованим у звільненому Кишиневі. Стадіон відкрито 1945 року на місці колишньої Німецької площі міста. Неодноразово реконструйований (1953, 1969, 1981 і 2008 роках). Площа стадіону складає 2,54 га. Спочатку трибуни вміщали 3000 глядачів (нині вміщують 2692 особи).
У 1980-ті роки на стадіоні були:
- 6 бігових доріжок.
- 2 сектори для стрибків та метань.
- 3 волейбольні майданчики.
- Гандбольний майданчик.
- Баскетбольний майданчик.
- Зала для боксу.
- Легкоатлетичний манеж (60 метрів, 5 бігових доріжок)[2].

На стадіоні проводилися навчально-тренувальні заняття із загальнофізичної підготовки спортсменів, тренування з легкої атлетики, заняття зі стрільби з лука, спортсмени тренувалися також у таких видах спорту, як бокс, гандбол, волейбол та інші. На стадіоні проходили Чемпіонат СРСР зі стрільби з лука, чемпіонат із комплексу ГПО на призи газети «Комсомольська правда», зустрічі команд, що беруть участь у Чемпіонаті СРСР серед дублерів команд Вищої ліги, матчі з футболу республіканського та міського значення.

## Сучасний стан
Якість газону стадіону «Динамо» демонструє той факт, що 2009 року, після матчу команд «Шериф» та «Академія» тренери обох команд виступили з різкою критикою трав'яного покриття, при цьому тренер «Шерифа» заявив, що під час гри через якість поля його команда могла втратити через травми 7 або 8 гравців.
Нині на стадіоні проводить свої матчі кишинівська команда «Академія».